# Trichiurus australis
Trichiurus australis és una espècie de peix pertanyent a la família dels triquiúrids.

## Descripció
- Pot arribar a fer 67 cm de llargària màxima.
- 3 espines i 130-134 radis tous a l'aleta dorsal i 1 espina i 98-102 radis tous a l'anal.
- 165-171 vèrtebres.[4][5]

## Hàbitat
És un peix d'aigua marina i salabrosa, bentopelàgic i de clima tropical.

## Distribució geogràfica
Es troba al Pacífic occidental: Austràlia.

## Observacions
És inofensiu per als humans.